# 87e division d'infanterie (Allemagne)
Pour les articles homonymes, voir 87e division.
La  87e division d'infanterie (en allemand : 87. Infanterie-Division ou 87. ID) est une des divisions d'infanterie de la Wehrmacht durant la Seconde Guerre mondiale.

## Création
La 87. Infanterie-Division est formée le 26 août 1939 en tant qu'élément de la 2. Welle (2e vague de mobilisation).

## Organisation

### Commandants
| Date                                 | Grade                  | Commandant                      |
| ------------------------------------ | ---------------------- | ------------------------------- |
| 1er septembre 1939 - 17 février 1942 | Generalleutnant        | Bogislav von Studnitz           |
| 17 février 1942 - 1er mars 1942      | General der Artillerie | Walther Lucht                   |
| 1er mars 1942 - 22 août 1942         | Generalleutnant        | Bogislav von Studnitz           |
| 22 août 1942 - 1er février 1943      | Generalleutnant        | Werner Richter                  |
| 1er février 1943 - 22 novembre 1943  | General der Artillerie | Walter Hartmann                 |
| 22 novembre 1943 - ? août 1944       | Generalleutnant        | Mauritz Freiherr von Strachwitz |
| ? août 1944 - ? septembre 1944       | Generalleutnant        | Gerhard Feyerabend              |
| ? septembre 1944 - 16 janvier 1945   | Generalmajor           | Helmuth Walter                  |
| 16 janvier 1945 - 8 mai 1945         | Generalleutnant        | Mauritz Freiherr von Strachwitz |

## Théâtres d'opérations
- Allemagne : Septembre 1939 - Mai 1940
- France : Mai 1940 - Juin 1941
- Front de l'Est, secteur central : Juin 1941 - Mai 1944
  - 1941 - 1942 : Opération Barbarossa
    - 22 octobre 1941 au 22 janvier 1942 : Bataille de Moscou
- Front de l'Est, secteur nord : Mai 1944 - Octobre 1944
- Poche de Courlande : Octobre 1944 - Mai 1945

## Ordre de bataille
1939
- Infanterie-Regiment 173
- Infanterie-Regiment 185
- Infanterie-Regiment 187
- Artillerie-Regiment 187
- Pionier-Bataillon 187
- Panzerabwehr-Abteilung 187
- Aufklärungs-Abteilung 187
- Infanterie-Divisions-Nachrichten-Abteilung 187
- Infanterie-Divisions-Nachschubführer 187

1944
- Grenadier-Regiment 173
- Grenadier-Regiment 185
- Grenadier-Regiment 187
- Füsilier-Bataillon 87
- Pionier-Bataillon 187
- Feldersatz-Bataillon 187
- Panzerjäger-Abteilung 187
- Infanterie-Divisions-Nachrichten-Abteilung 187
- Infanterie-Divisions-Nachschubführer 187